# 武在平
武在平（1955年—），山西汾阳人。男，中华人民共和国政治人物，中国作家协会會員。毕业于南开大学中文系。曾任天津第十一中学语文教师，中央政策研究室秘书。现任中央第十二巡视组组长。武在平曾發表多篇文學作品。